# デジャニラ (小惑星)
デジャニラ (157 Dejanira) は、小惑星帯に位置する小惑星の一つ。デジャニラ族という非常に小規模な小惑星族に属する。
1875年12月1日にフランスの天文学者、アルフォンス・ボレリーがマルセイユで発見した。固有名は、ギリシア神話に登場するヘーラクレースの2番目の妻デーイアネイラにちなんで命名された。